# 10473 Thirouin
A 10473 Thirouin (ideiglenes jelöléssel (10473) 1981 EL21) a Naprendszer kisbolygóövében található aszteroida. Schelte J. Bus fedezte fel 1981. március 2-án.

## Kapcsolódó szócikk
- Kisbolygók listája (10001–10500)